# 聖水大橋
聖水大橋（韩语：／ Seongsu Daegyo，1979年～1994年10月21日／1997年8月15日～）位於韓國首都首爾特別市，是橫跨漢江的悬臂桥梁，全長1160米，1977年施工並於兩年後落成，1994年曾發生崩塌事故。

## 倒塌事故
1994年10月21日早上，聖水大橋的中間一段疑因金屬疲勞而突然倒塌，六輛汽車包括一輛載滿學生及上班族的巴士和一輛載滿警員前往慶祝會場地的客貨車墜入漢江。此事件導致32人死亡，17人受重傷。事後，韓國總統金泳三下令徹查此事件並把包括當時漢城市長在內的有關人等革職。
後來當地政府為了避免再有同類事件發生，除了下令檢查其他鐵橋外，更一度限制重型車輛使用鐵橋。而聖水大橋在發生意外後不久進行修葺，於1997年8月15日重開。